# クラクフ・プワシュフ強制収容所

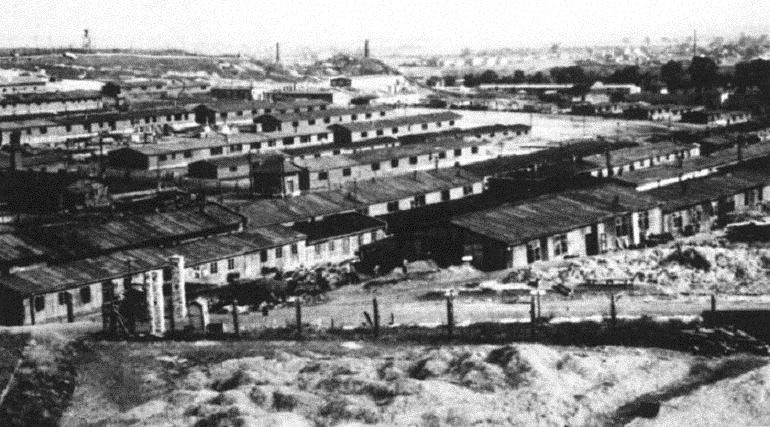
クラクフ・プワシュフ強制収容所

クラカウ・プラショウ強制収容所（独：Konzentrationslager Plaszow bei Krakau）は、ナチス・ドイツが第二次世界大戦中にポーランドのクラクフ（ドイツ名クラカウ）郊外プワシュフ（ドイツ名プラショウ）に設置した強制収容所。スティーヴン・スピルバーグ監督の映画「シンドラーのリスト」の舞台となった。

## 歴史

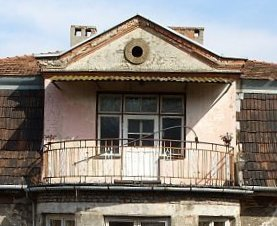
クラクフ・プワシュフ強制収容所の所長宅のバルコニー。映画『シンドラーのリスト』ではここからアーモン・ゲートは囚人を狙撃したことになっているが、実際には収容所敷地はバルコニーより高い位置にあるためバルコニーからの狙撃は不可能。原作では別の場所から狙撃していたことが記載されている

1940年夏頃に「クラカウ地区親衛隊及び警察指導者のプラショフ強制労働収容所」（Zwangsarbeitslager Plaszow des SS– und Polizeiführers im Distrikt Krakau）として開設された。1942年10月以降、クラクフ・ゲットーからユダヤ人が多数送られてくるようになり、やがてプワシュフの囚人のほとんどはユダヤ人と化した。
1943年2月には悪名高きアーモン・ゲート親衛隊少尉（のち親衛隊大尉）が所長として赴任してきた。ゲートは異常なサディストで囚人たちから大変に恐れられていた。映画「シンドラーのリスト」でもゲートの残忍さが克明に描かれている。特に1943年春から夏にかけてのゲートは、恣意的に人を撃ち殺したり、犬に食い殺させたり、拷問したりとやりたい放題で、収容所はゲートへの恐怖で支配されたという。ゲートはこれらの殺人をクラクフ地区親衛隊及び警察指導者ユリアン・シェルナー親衛隊上級大佐に報告していなかった。
1943年夏、ポーランド総督府領の親衛隊及び警察高級指導者フリードリヒ・ヴィルヘルム・クリューガー親衛隊大将がプワシュフ収容所を視察した。この視察の後、ゲートはクリューガーの推挙で親衛隊大尉に二階級特進した。
1944年1月10日にプワシュフ収容所が親衛隊経済管理本部が管轄する強制収容所（Konzentrationslager）の一つになった。親衛隊経済管理本部は強制収容所の囚人を奴隷労働力として重要な存在と見なしており、囚人に対する看守の恣意的な殺害・拷問に目を光らせていた。そのためこの後にはゲートももはや恣意的殺人はあまりできなくなり（強制収容所においては処刑や拷問には親衛隊経済管理本部の許可が必要であった）、収容所内で殺害される人の数は大幅に減少したのであった。ただし拷問については余計ひどくなったという（許可前にすでに拷問を加えられていたのに、許可後にまた拷問を受けるなど）。
プワシュフ収容所は1944年秋まで複数の付属収容所を持っていた。ヴィエリチカ、ザコパネなどに付属収容所があった。またオスカー・シンドラーの琺瑯食器工場があるリポワ通りにも付属収容所があり、シンドラーの工場に雇われていたユダヤ人たちはそこに収容されていた。
1944年夏にはプワシュフの囚人数は2万4000人以上に達した。
1944年9月にはゲートが不正経理で逮捕されたため、かわりにアルノルト・ビュッシャー親衛隊中尉が所長に就任した。しかしこの頃からソビエト赤軍の接近によりプワシュフから他の強制収容所への囚人移送が始まり、1944年のうちにはほぼすべての囚人を移送し終えた。1945年1月の最後の時まで残っていた囚人たちはアウシュヴィッツ＝ビルケナウ強制収容所まで死の行進を行わされた。1945年1月11日にソ連赤軍がプワシュフ収容所に到着したときにはここには誰もいなくなっていた。
プワシュフは絶滅収容所ではないにもかかわらず、総計8000人もの人々が殺害された。

## 収容所関係者

### 所長
- アーモン・ゲート親衛隊大尉（Amon Göth）所長在任1943年2月 - 1944年9月。
- アルノルト・ビュッシャー親衛隊中尉（Arnold Büscher）所長在任1944年9月 - 1945年1月。

### 主な看守
- ハインツ・キューラー親衛隊中尉（Heinz Kühler）強制収容所の管理指導者[8]。
- アルベルト・フュヤール親衛隊准尉（Albert Hujar）アーモン・ゲートの側近だった親衛隊下士官。映画「シンドラーのリスト」では建築現場の指揮を取っていたユダヤ人女性を銃殺する役などで登場する。ノルベルト・ヴェイセール（Norbert Weisser）がフュヤールを演じた。
- ホルスト・ピラルツィク親衛隊准尉、アーモン・ゲートの副官[7]。
- ゲルハルト・グラーボウ親衛隊准尉（Gerhard Grabow）アーモン・ゲートの副官[9]。
- ルイーゼ・ダンツ（de:Luise Danz）
- アリーセ・オーロウスキー（de:Alice Orlowski）

### 主な囚人
- イツァーク・シュテルン（Itzhak Stern）シンドラーの工場で会計士として働いていたユダヤ人囚人。映画「シンドラーのリスト」の主要登場人物の一人。映画ではベン・キングズレーがシュテルンを演じた。
- ヘレーナ・ヒルシュ（Helen Hirsch）アーモン・ゲートの邸宅でメイドとして働いていたユダヤ人囚人。戦後、ゲートの裁判に証人として出廷。映画「シンドラーのリスト」の主要登場人物の一人。映画ではエンベス・デイヴィッツがヘレンを演じた。
- ミーテク・ペンパー（Mietek Pemper）ゲートの書記をつとめていたユダヤ人囚人。戦後、ゲートの裁判に証人として出廷。本（「救出への道　シンドラーのリスト」大月書店）も出版した。

### その他
- オスカー・シンドラー（Oskar Schindler）プワシュフ収容所の近くに琺瑯容器工場を構えていた実業家。彼のもとで働いていたユダヤ人囚人たちを故郷ズデーテンのブリュンリッツまで連れて行って守り抜いた。映画「シンドラーのリスト」の主人公。映画ではリーアム・ニーソンがシンドラーを演じた。